# Dendropsophus meridensis
Espèce
Synonymes
- Hyla vilsoniana meridensis Rivero, 1961
- Hyla labialis meridensis Rivero, 1961
- Hyla meridensis Rivero, 1961
- Hyla pelidna Duellman, 1989
- Dendropsophus pelidna (Duellman, 1989)

Statut de conservation UICN

 EN B1ab(iii,v) : En danger
Dendropsophus meridensis est une espèce d'amphibiens de la famille des Hylidae.

## Répartition
Cette espèce se rencontre entre 1 200 et 3 000 m d'altitude :
- au Venezuela dans la cordillère de Mérida dans l'État de Mérida ;
- en Colombie dans les départements de Boyacá et de Santander.

## Taxinomie
Dendropsophus pelidna a été placé en synonymie par Guarnizo, Escallón, Cannatella & Amézquita en 2012.

## Étymologie
Son nom d'espèce, composé de merid[a] et du suffixe latin -ensis, « qui vit dans, qui habite », lui a été donné en référence au lieu de sa découverte, la cordillère de Mérida.

## Publications originales
- Duellman, 1989 : New species of hylid frogs from the Andes of Colombia and Venezuela. Occasional Papers of the Museum of Natural History of the University of Kansas, vol. 131, p. 1-12 (texte original).
- Rivero, 1961 : Salientia of Venezuela. Bulletin of the Museum of Comparative Zoology, vol. 126, p. 1-207 (texte intégral).